# Lichtton-Orgel
Le Welte-Lichtton-Orgel, conçu par Edwin Welte (de) en Allemagne en 1936, fut l'un des ancêtres de l'orgue électronique, fonctionnant à l'aide de générateurs sonores opto-électroniques. Ces générateurs étaient constitués de disques de verre qui étaient imprimés avec 18 formes d'onde différentes donnant trois timbres différents pour toutes les octaves de chaque note. Ces plateaux de verre, au nombre de douze (pour les douze notes de la gamme chromatique tempérée) tournent à vitesse constante. D'un côté de chaque disque se trouve une source lumineuse, pouvant être démasquée lorsqu'une touche est enfoncée sur le clavier.  De l'autre côté de chaque disque, un capteur constitué d'une série de cellules photoélectriques transformant les variations d'intensité lumineuse en oscillations électriques, à leur tour amplifiées pour arriver à des haut-parleurs.

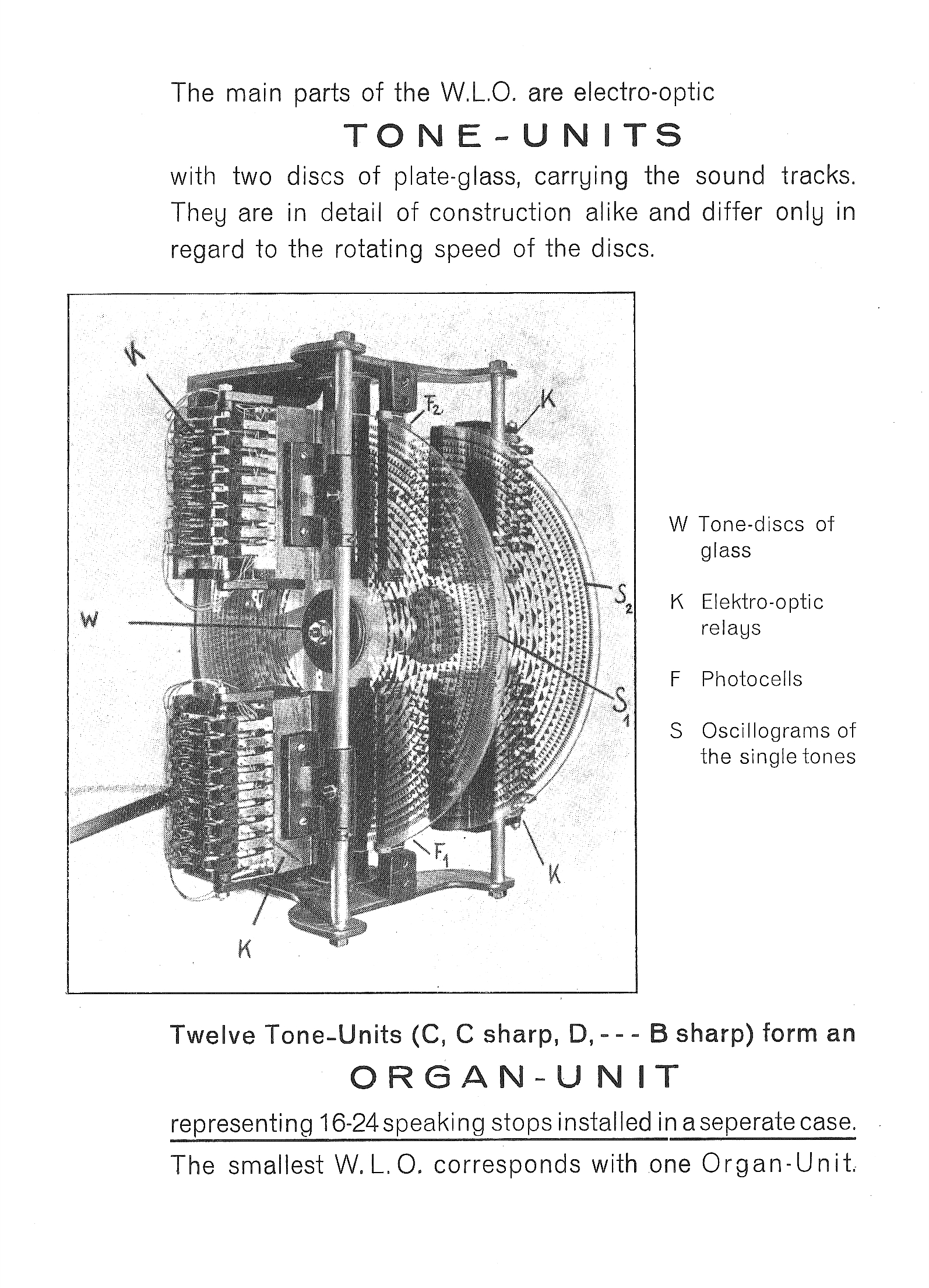
Bloc générateur pour une note, constitué de deux plateaux rotatifs (W) avec les formes d'ondes (S), des relais (K), des cellules photoélectriques (F).

Chaque Lichttonorgel est équipé d'un ou plusieurs groupes de douze générateurs sonores (les tone-units). Il faut en effet un générateur indépendant pour produire chacune des douze notes de la gamme chromatique tempérée (de Do à Si) ainsi que les octaves de chacune de ces notes. Chaque générateur est constitué de deux disques de verre tournant à vitesse constante. Les 18 pistes optiques sont lues par 18 cellules photoélectriques. Les douze générateurs sont identiques, ils ne diffèrent que par la vitesse de rotation des plateaux, afin de générer les douze fréquences des douze notes.
Cet ingénieux système visant à obtenir des sonorités d'orgue classique avec des moyens opto-électroniques s'appuie sur le principe de la piste sonore optique du premier cinéma parlant, avant l'arrivée de la piste magnétique.
L'instrument a été présenté pour la première fois le 6 novembre 1936 à la Philharmonie de Berlin. La critique l'acclame et la Telefunken se rapproche de son créateur, des plans stoppés net par son mariage avec une femme juive. Seuls 3 modèles du Lichtton-Orgel ont été produits.